# Slalom masculin de ski alpin aux Jeux olympiques de 2022
Navigation
Pyeongchang 2018 Milan-Cortina 2026
Le Slalom hommes des Jeux olympiques d'hiver de 2022 a lieu le 16 février 2022  sur le domaine de Xiaohaituo situé dans le district de Yanqing, en Chine.
Le niveau est très élevé depuis le début de saison mais sans véritable dominateur permettant de désigner un grand favori. La course s'annonce ainsi très ouverte, avec des écarts serrés entre les concurrents, et promettant une compétition par élimination favorisant la forme du moment.
En première manche, les Norvégiens Henrik Kristoffersen et Sebastian Foss-Solevåg ne sont devancés que par Johannes Strolz, les trois hommes se tenant en seulement 6 centièmes. Loïc Meillard, Linus Strasser, Clément Noël, Michael Matt et Tommaso Sala sont au contact à moins d'une demi-seconde. Daniel Yule, Atle Lie McGrath, Alexis Pinturault, Dave Ryding, Alex Vinatzer, Luca Aerni, Filip Zubčić et Marco Schwarz sont déjà distancés de plus d'une seconde et ne semblent déjà plus en lice pour les médailles. Manuel Feller, Kristoffer Jakobsen et le leader de la coupe du monde de slalom Lucas Braathen sont les principaux éliminés.
Le début de la seconde manche est animé par la remontée de Daniel Yule, dont le temps total est battu (de 86/100e sur la ligne d'arrivée) par Clément Noël qui prend la tête. Aucun derniers concurrents pour la victoire ne va approcher son chrono de 49 s 79. Les cinq derniers concurrents à s'élancer pour la victoire sont tous en difficulté sur ce second tracé et aucun d'eux ne parvient à conserver son avance. Henrik Kristoffersen, qui augmente pourtant nettement l'écart avec le Français dans un premier temps craque complètement dans la partie finale et échoue au pied du podium avec 1 centième d'avance sur Loïc Meillard. Son compatriote Sebastian Foss-Solevåg, champion du monde 2021, récupère la médaille de bronze. Ne reste dans le portillon de départ qu'un seul homme pour espérer l'or :  Johannes Strolz, qui a la possibilité de gagner une deuxième médaille d'or dans ces Jeux après le combiné, alors qu'il avait déjà débuté une reconversion dans la police après avoir été exclu de l'équipe d'Autriche pour insuffisance de résultats à la fin de la saison précédente. L'Autrichien est à nouveau plus rapide que les deux Norvégiens, suffisant pour obtenir la médaille d'argent mais pas pour l'or, Noël ayant creusé de gros écarts, puisque Strolz est finalement battu de 61/100e. Après avoir terminé quatrième du précédent slalom olympique, Clément Noël est champion olympique de slalom, seulement le troisième Français à réussir pareille performance après  Jean-Claude Killy en 1968 et Jean-Pierre Vidal en 2002. 

## Médaillés
| Or                    | Argent                     | Bronze                           |
| Clément Noël (France) | Johannes Strolz (Autriche) | Sebastian Foss Solevåg (Norvège) |

## Résultats
| Rang               | Dossard                 | Nom                    | Nationalité        | Manche 1      | Rang | Manche 2      | Rang | Total         | Ecart    |
| ------------------ | ----------------------- | ---------------------- | ------------------ | ------------- | ---- | ------------- | ---- | ------------- | -------- |
| Médaille d'or      | 4                       | Clément Noël           | France             | 54 s 30       | 6    | 49 s 79       | 1    | 1 min 44 s 09 | —        |
| Médaille d'argent  | 19                      | Johannes Strolz        | Autriche           | 53 s 92       | 1    | 50 s 78       | 13   | 1 min 44 s 70 | +0 s 61  |
| Médaille de bronze | 2                       | Sebastian Foss-Solevåg | Norvège            | 53 s 98       | 3    | 50 s 81       | 15   | 1 min 44 s 79 | +0 s 70  |
| 4                  | 3                       | Henrik Kristoffersen   | Norvège            | 53 s 94       | 2    | 50 s 94       | 18   | 1 min 44 s 88 | +0 s 79  |
| 5                  | 11                      | Loïc Meillard          | Suisse             | 54 s 22       | 4    | 50 s 67       | 10   | 1 min 44 s 89 | +0 s 80  |
| 6                  | 15                      | Daniel Yule            | Suisse             | 55 s 06       | 13   | 49 s 89       | 2    | 1 min 44 s 95 | +0 s 86  |
| 7                  | 5                       | Linus Straßer          | Allemagne          | 54 s 25       | 5    | 50 s 77       | 12   | 1 min 45 s 02 | +0 s 93  |
| 8                  | 18                      | Giuliano Razzoli       | Italie             | 54 s 79       | 12   | 50 s 26       | 4    | 1 min 45 s 05 | +0 s 96  |
| 9                  | 22                      | Albert Popov           | Bulgarie           | 54 s 62       | 9    | 50 s 53       | 8    | 1 min 45 s 15 | +1 s 06  |
| 10                 | 21                      | Aleksandr Khoroshilov  | ROC                | 54 s 63       | 10   | 50 s 54       | 9    | 1 min 45 s 17 | +1 s 08  |
| 11                 | 20                      | Tommaso Sala           | Italie             | 54 s 37       | 8    | 51 s 00       | 19   | 1 min 45 s 37 | +1 s 28  |
| 12                 | 1                       | Ramon Zenhäusern       | Suisse             | 54 s 72       | 11   | 50 s 75       | 11   | 1 min 45 s 47 | +1 s 38  |
| 13                 | 13                      | Dave Ryding            | Grande-Bretagne    | 55 s 13       | 16   | 50 s 44       | 7    | 1 min 45 s 57 | +1 s 48  |
| 14                 | 17                      | Luca Aerni             | Suisse             | 55 s 63       | 19   | 50 s 20       | 3    | 1 min 45 s 83 | +1 s 74  |
| 15                 | 30                      | Samuel Kolega          | Croatie            | 55 s 54       | 18   | 50 s 42       | 6    | 1 min 45 s 96 | +1 s 87  |
| 16                 | 8                       | Alexis Pinturault      | France             | 55 s 12       | 15   | 51 s 03       | 20   | 1 min 46 s 15 | +2 s 05  |
| 17                 | 6                       | Marco Schwarz          | Autriche           | 56 s 26       | 25   | 50 s 35       | 5    | 1 min 46 s 61 | +2 s 52  |
| 18                 | 16                      | Filip Zubčić           | Croatie            | 55 s 79       | 21   | 50 s 89       | 17   | 1 min 46 s 68 | +2 s 59  |
| 19                 | 39                      | Alexander Schmid       | Allemagne          | 55 s 95       | 23   | 51 s 08       | 21   | 1 min 47 s 03 | +2 s 94  |
| 20                 | 27                      | Matej Vidović          | Croatie            | 56 s 57       | 26   | 50 s 79       | 14   | 1 min 47 s 36 | +3 s 27  |
| 21                 | 33                      | Jung Dong-hyun         | Corée du Sud       | 56 s 85       | 29   | 50 s 84       | 16   | 1 min 47 s 69 | +3 s 60  |
| 22                 | 24                      | Armand Marchant        | Belgique           | 56 s 13       | 24   | 51 s 72       | 22   | 1 min 47 s 85 | +3 s 76  |
| 23                 | 49                      | Barnabás Szőllős       | Israël             | 56 s 83       | 28   | 51 s 88       | 23   | 1 min 48 s 71 | +4 s 62  |
| 24                 | 26                      | Erik Read              | Canada             | 55 s 90       | 22   | 53 s 20       | 24   | 1 min 49 s 10 | +5 s 01  |
| 25                 | 42                      | Adam Žampa             | Slovaquie          | 57 s 76       | 32   | 53 s 25       | 25   | 1 min 51 s 01 | +6 s 92  |
| 26                 | 50                      | Aleksandr Andrienko    | ROC                | 57 s 47       | 31   | 53 s 70       | 26   | 1 min 51 s 17 | +7 s 08  |
| 27                 | 53                      | Emir Lokmić            | Bosnie-Herzégovine | 58 s 86       | 35   | 53 s 94       | 27   | 1 min 52 s 80 | +8 s 71  |
| 28                 | 60                      | Denni Xhepa            | Albanie            | 58 s 32       | 34   | 54 s 96       | 29   | 1 min 53 s 28 | +9 s 19  |
| 29                 | 52                      | Ioannis Antoniou       | Grèce              | 59 s 48       | 36   | 54 s 81       | 28   | 1 min 54 s 29 | +10 s 20 |
| 30                 | 55                      | Casper Dyrbye Næsted   | Danemark           | 1 min 01 s 38 | 38   | 55 s 89       | 31   | 1 min 57 s 27 | +13 s 18 |
| 31                 | 23                      | Atle Lie McGrath       | Norvège            | 55 s 08       | 14   | 1 min 02 s 27 | 41   | 1 min 57 s 35 | +13 s 26 |
| 32                 | 66                      | Soso Japharidze        | Géorgie            | 1 min 02 s 02 | 41   | 55 s 87       | 30   | 1 min 57 s 89 | +13 s 80 |
| 33                 | 58                      | Márton Kékesi          | Hongrie            | 1 min 01 s 85 | 40   | 56 s 12       | 32   | 1 min 57 s 97 | +13 s 88 |
| 34                 | 73                      | Richardson Viano       | Haïti              | 1 min 02 s 25 | 42   | 57 s 74       | 33   | 1 min 59 s 99 | +15 s 90 |
| 35                 | 64                      | Alexandru Ștefănescu   | Roumanie           | 1 min 01 s 72 | 39   | 58 s 70       | 35   | 2 min 00 s 42 | +16 s 33 |
| 36                 | 72                      | Zakhar Kuchin          | Kazakhstan         | 1 min 03 s 68 | 43   | 58 s 98       | 37   | 2 min 02 s 66 | +18 s 57 |
| 37                 | 77                      | Albin Tahiri           | Kosovo             | 1 min 04 s 01 | 44   | 58 s 93       | 36   | 2 min 02 s 94 | +18 s 85 |
| 38                 | 78                      | Cesar Arnouk           | Liban              | 1 min 07 s 05 | 47   | 58 s 37       | 34   | 2 min 05 s 42 | +21 s 33 |
| 39                 | 82                      | Ricardo Brancal        | Portugal           | 1 min 06 s 24 | 46   | 1 min 00 s 07 | 38   | 2 min 06 s 31 | +22 s 22 |
| 40                 | 68                      | Nicola Zanon           | Thaïlande          | 1 min 05 s 71 | 45   | 1 min 02 s 24 | 40   | 2 min 07 s 95 | +23 s 86 |
| 41                 | 86                      | Mathieu Neumuller      | Madagascar         | 1 min 07 s 90 | 48   | 1 min 02 s 88 | 43   | 2 min 10 s 78 | +26 s 69 |
| 42                 | 62                      | Eldar Salihović        | Monténégro         | 1 min 09 s 61 | 50   | 1 min 02 s 21 | 39   | 2 min 11 s 82 | +27 s 73 |
| 43                 | 83                      | Matteo Gatti           | Saint-Marin        | 1 min 08 s 52 | 49   | 1 min 03 s 41 | 44   | 2 min 11 s 93 | +27 s 84 |
| 44                 | 88                      | William Flaherty       | Porto Rico         | 1 min 09 s 86 | 51   | 1 min 02 s 57 | 42   | 2 min 12 s 43 | +28 s 34 |
| 45                 | 80                      | Yohan Goutt Goncalves  | Timor oriental     | 1 min 15 s 48 | 52   | 1 min 09 s 19 | 45   | 2 min 24 s 67 | +40 s 58 |
|                    | 10                      | Michael Matt           | Autriche           | 54 s 36       | 7    | DNF           | DNF  | NC            | NC       |
| 12                 | Alex Vinatzer           | Italie                 | 55 s 39            | 17            |      | DNF           | DNF  | NC            | NC       |
| 38                 | Kamen Zlatkov           | Bulgarie               | 55 s 66            | 20            |      | DNF           | DNF  | NC            | NC       |
| 40                 | Dries Van den Broecke   | Belgique               | 56 s 77            | 27            |      | DNF           | DNF  | NC            | NC       |
| 56                 | Andreas Žampa           | Slovaquie              | 58 s 06            | 33            |      | DNF           | DNF  | NC            | NC       |
| 57                 | Michel Macedo           | Brésil                 | 59 s 88            | 37            |      | DNF           | DNF  | NC            | NC       |
| 43                 | Michał Jasiczek         | Pologne                | 57 s 40            | 30            | DSQ  | DSQ           |      | NC            | NC       |
|                    | 7                       | Manuel Feller          | Autriche           | DNF           | DNF  | NC            | NC   | NC            | NC       |
| 9                  | Kristoffer Jakobsen     | Suède                  |                    | DNF           | DNF  | NC            | NC   | NC            | NC       |
| 14                 | Lucas Braathen          | Norvège                |                    | DNF           | DNF  | NC            | NC   | NC            | NC       |
| 25                 | Luke Winters            | États-Unis             |                    | DNF           | DNF  | NC            | NC   | NC            | NC       |
| 28                 | Yohei Koyama            | Japon                  |                    | DNF           | DNF  | NC            | NC   | NC            | NC       |
| 29                 | Joaquim Salarich        | Espagne                |                    | DNF           | DNF  | NC            | NC   | NC            | NC       |
| 31                 | Zan Kranjec             | Slovénie               |                    | DNF           | DNF  | NC            | NC   | NC            | NC       |
| 32                 | Billy Major             | Grande-Bretagne        |                    | DNF           | DNF  | NC            | NC   | NC            | NC       |
| 34                 | Jan Zabystřan           | Tchéquie               |                    | DNF           | DNF  | NC            | NC   | NC            | NC       |
| 35                 | Trevor Philp            | Canada                 |                    | DNF           | DNF  | NC            | NC   | NC            | NC       |
| 36                 | Kryštof Krýzl           | Tchéquie               |                    | DNF           | DNF  | NC            | NC   | NC            | NC       |
| 37                 | Julian Rauchfuss        | Allemagne              |                    | DNF           | DNF  | NC            | NC   | NC            | NC       |
| 41                 | Ivan Kuznetsov          | ROC                    |                    | DNF           | DNF  | NC            | NC   | NC            | NC       |
| 44                 | Tormis Laine            | Estonie                |                    | DNF           | DNF  | NC            | NC   | NC            | NC       |
| 45                 | Sam Maes                | Belgique               |                    | DNF           | DNF  | NC            | NC   | NC            | NC       |
| 46                 | Louis Muhlen-Schulte    | Australie              |                    | DNF           | DNF  | NC            | NC   | NC            | NC       |
| 47                 | Sturla Snær Snorrason   | Islande                |                    | DNF           | DNF  | NC            | NC   | NC            | NC       |
| 48                 | Miks Zvejnieks          | Lettonie               |                    | DNF           | DNF  | NC            | NC   | NC            | NC       |
| 51                 | Paweł Pyjas             | Pologne                |                    | DNF           | DNF  | NC            | NC   | NC            | NC       |
| 54                 | Tomás Birkner de Miguel | Argentine              |                    | DNF           | DNF  | NC            | NC   | NC            | NC       |
| 59                 | Matthieu Osch           | Luxembourg             |                    | DNF           | DNF  | NC            | NC   | NC            | NC       |
| 63                 | Michael Poettoz         | Colombie               |                    | DNF           | DNF  | NC            | NC   | NC            | NC       |
| 65                 | Asa Miller              | Philippines            |                    | DNF           | DNF  | NC            | NC   | NC            | NC       |
| 67                 | Ivan Kovbasnyuk         | Ukraine                |                    | DNF           | DNF  | NC            | NC   | NC            | NC       |
| 69                 | Adrian Yung             | Hong Kong              |                    | DNF           | DNF  | NC            | NC   | NC            | NC       |
| 70                 | Yianno Kouyoumdjian     | Chypre                 |                    | DNF           | DNF  | NC            | NC   | NC            | NC       |
| 71                 | Ho Ping-jui             | Taipei chinois         |                    | DNF           | DNF  | NC            | NC   | NC            | NC       |
| 75                 | Berkin Usta             | Turquie                |                    | DNF           | DNF  | NC            | NC   | NC            | NC       |
| 76                 | Jeffrey Webb            | Malaisie               |                    | DNF           | DNF  | NC            | NC   | NC            | NC       |
| 79                 | Arif Khan               | Inde                   |                    | DNF           | DNF  | NC            | NC   | NC            | NC       |
| 81                 | Maxim Gordeev           | Kirghizistan           |                    | DNF           | DNF  | NC            | NC   | NC            | NC       |
| 84                 | Xu Mingfu               | Chine                  |                    | DNF           | DNF  | NC            | NC   | NC            | NC       |
| 85                 | Zhang Yangming          | Chine                  |                    | DNF           | DNF  | NC            | NC   | NC            | NC       |
| 87                 | Muhammad Karim          | Pakistan               |                    | DNF           | DNF  | NC            | NC   | NC            | NC       |
| 74                 | Komiljon Tukhtaev       | Ouzbékistan            | DSQ                | DSQ           |      | NC            | NC   | NC            | NC       |
| 61                 | Andrej Drukarov         | Lituanie               | DNS                | DNS           |      | NC            | NC   | NC            | NC       |